# Wapen van Termunten

Het wapen van Termunten

Het wapen van Termunten werd op 21 juni 1940 bij besluit door de Hoge Raad van Adel aan de Groninger gemeente Termunten toegekend. Vanaf 1990 is het wapen niet langer als gemeentewapen in gebruik omdat de gemeente Termunten opging in de gemeente Delfzijl. De Hoge Raad van Adel keurde een eerder voorstel van de gemeente niet goed, daar deze naar haar mening een te overladen karakter had. Het betrof toen een gevierendeeld wapen met symbolen naar diverse aspecten van de gemeente Termunten. In het toegekend wapen bleef de leeuw van de familie Houwerda over. In het wapen van Delfzijl zijn de leeuwen opgenomen, met het verschil dat zij nu getongd en genageld zijn van keel, de kleur van het veld van het wapen van Termunten.

## Blazoenering
De blazoenering van het wapen luidt als volgt:
In keel een leeuw van zilver; in een gouden schildhoek een dubbele adelaar van sabel, beladen met een schild van zilver, waarin een dwarsbalk van sinopel. Het schild gedekt met een gouden kroon van drie bladeren en twee paarlen.
De heraldische kleuren in het wapen zijn keel (rood), zilver (wit), goud (geel), sabel (zwart) en sinopel (groen).

## Verklaring
In het wapen is de leeuw van de familie Houwerda opgenomen, terwijl de adelaar in het vrijkwartier afkomstig is van het wapen van de stad Groningen.

## Verwante wapens

Wapen van Groningen
Wapen van Delfzijl